# Carolus Slabbinck
Carolus Slabbinck (Koolkerke, mei 1786 - 9 oktober 1861) was van 1830 tot 1836 burgemeester van de Belgische gemeente Koolkerke.

## Levensloop
Carolus Slabbinck, landbouwer van beroep, was de zoon van Carolus Slabbinck en Cornelia Henneman. Hij trouwde op 20 juni 1826 met Jeanne De Vielder (ook soms De Vulder), die overleed op 19 september 1836. Hij hertrouwde in Oostkerke op 17 april 1837 met de twintig jaar jongere Maria Theresia Dalle (1806-1875).
Toen zijn eerste echtgenote stierf hadden ze al zeven kinderen gehad: Rosalie (1827), Sofie (1828-1891), Eusebia (1829-1896), Blondina (1830), Ludovicus (1831-1891), Maria-Theresia (1832) en Leopold (1834-1877). Met zijn tweede vrouw had hij nog eens negen kinderen: Nathalie (1838), Desiderius (1840), Mathilde (1841), Theodore (1842), Mathilde (1843-1845), Carolus (1845), Leonie (1847), Mathilde (1848) en Jan-Baptist (1850).

## Burgemeester
In de jaren '20 van de 19e eeuw werd Slabbinck lid van de gemeenteraad van Koolkerke.
In november 1830 vonden de eerste gemeenteraadsverkiezingen plaats in het onafhankelijke België. Die verkiezingen vonden plaats volgens het kiessysteem dat gold in het Verenigd Koninkrijk der Nederlanden. Koolkerke telde 55 cijnskiezers die aan de stemming konden deelnemen. Ze verkozen een gemeenteraad, die op zijn beurt een burgemeester en twee schepenen verkoos.
In de jaren '30 telde de gemeente ongeveer 1000 inwoners. De bevolking was vooral in de landbouw actief. Een uitzondering hierop vormde de nogal ruwe bevolking van havenarbeiders en scheepstimmerlieden die op en rond het Fort Lapin huisde, de Handelskom van Brugge.
Pas aangetreden had Slabbinck te maken met relletjes. Een graanmagazijn werd geplunderd onder het voorwendsel dat de eigenaar een Orangist was. Slabbinck organiseerde een 156 man sterke Burgerwacht om de orde te handhaven.
De aandacht van de burgemeester en de gemeenteraad ging voornamelijk naar de landbouw. Dit betekende strijd tegen wateroverlast, tegen ziekten van de gewassen en tegen rupsenplagen.